# Yara van Kerkhof
Yara van Kerkhof (Zoetermeer, 31 mei 1990) is een voormalig Nederlands shorttrackster. Ze is de jongere zus van oud-shorttrackster Sanne van Kerkhof. Ze won in haar carrière negenmaal een gouden medaille op de 3000 meter aflossing tijdens de Europese kampioenschappen shorttrack.
Tijdens de Olympische Winterspelen 2018 in Pyeongchang, Zuid-Korea, won ze een zilveren medaille op de 500 meter en daarmee werd ze de eerste Nederlandse medaillewinnaar in het vrouwenshorttrack. Tevens behaalde ze een bronzen medaille op de 3000 meter aflossing, waar ze met Jorien ter Mors, Lara van Ruijven en Suzanne Schulting een nieuw wereldrecord tijdens de B-finale en het team door (twee) straffen in de A-finale van China en Canada toch nog doorschoof naar de derde plaats.
Op 13 februari 2022 won ze met de Nederlandse vrouwenploeg Olympisch goud op de shorttrack relay. Op 19 juli 2024 maakte ze bekend dat ze haar shorttrackcarrière beëindigde.

## Biografie

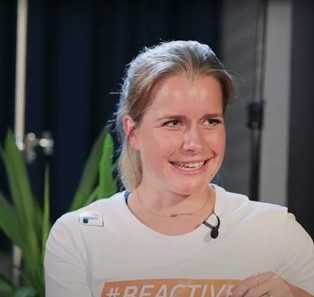
Van Kerkhof (2020)

In 2008 maakte Van Kerkhof haar debuut tijdens het NK. In het seizoen 2010-2011 maakte Van Kerkhof haar internationale debuut. Met de aflossingsploeg was het een zeer succesvol seizoen. Tijdens de Europese kampioenschappen in eigen land (Thialf, Heerenveen) verzekerde de Nederlandse ploeg (Jorien ter Mors, Sanne van Kerkhof, Annita van Doorn en Yara van Kerkhof) zich van de Europese titel, het eerste goud voor Nederland bij een EK in de historie.
Bij de wereldkampioenschappen in Sheffield stuntte de ploeg met zilver, achter China. Eerder dat seizoen won de ploeg bij wereldbekerwedstrijden in Changchun, China, brons op de aflossing. Dat was voor de Nederland de eerste medaille in acht jaar in de wereldbeker. In 2011 werden Van Kerkhof en haar ploeggenotes beloond met de Peter van der Velde-bokaal voor de Europese titel en het zilver bij de WK op de aflossing. Van Kerkhof werd met haar ploeggenoten door NOC*NSF genomineerd voor sportploeg van het jaar 2011. In zowel 2011 als 2012 werd Van Kerkhof sportvrouw van het jaar in Zoetermeer.
In 2010 werd Yara van Kerkhof Nederlands kampioene. In 2011 won ze brons, achter Jorien ter Mors en Annita van Doorn. In 2012, 2013 en 2014 won zij zilver achter Jorien ter Mors.
Op 29 januari 2012 prolongeerde Van Kerkhof met het relayteam (Annita van Doorn, Jorien ter Mors, Sanne van Kerkhof en Yara van Kerkhof) de Europese titel in Mladá Boleslav (Tsjechië). Het relayteam versloeg Italië en Hongarije. Op de 500 meter werd Van Kerkhof in Mladá Boleslav vijfde. Met hetzelfde team werd in februari 2012 tijdens de worldcupwedstrijd in Moskou de bronzen medaille veroverd.
Op 20 januari 2013 behaalde Van Kerkhof in Malmö (Zweden) met het Nederlandse relayteam (Jorien ter Mors, Sanne van Kerkhof, Yara van Kerkhof en Lara van Ruijven) voor de derde achtereenvolgende keer de Europese titel. In de finale werden de Duitsers en de Polen verslagen. Met hetzelfde team werd in februari 2013 tijdens de worldcupwedstrijd in Dresden de gouden medaille op de aflossing veroverd.
Op 19 januari 2014 behaalde Van Kerkhof in Dresden (Duitsland) met het Nederlandse relayteam (Jorien ter Mors, Sanne van Kerkhof, Yara van Kerkhof en Lara van Ruijven) voor de vierde achtereenvolgende keer de Europese titel. In de finale werden de Britten en de Hongaren verslagen. Nog nooit in de geschiedenis van de Europese Kampioenschappen shorttrack wist een land vier keer op een rij het kampioenschap binnen te halen.
De derde en de vierde wereldbekerwedstrijd in het najaar van 2013, in Turijn en Kolomna, golden als olympisch kwalificatietoernooi. Tijdens deze wedstrijden plaatste Van Kerkhof zich voor de individuele afstanden van het shorttrack op de Olympische Winterspelen 2014, ook plaatste ze zich met onder meer haar zus voor de aflossing. Op de Olympische Spelen werd het relay-team na een penalty in de halve finale achtste. Op haar individuele afstanden reed Van Kerkhof naar de 14e (500m), 15e (1500m) en 18e (1000m) plaats. Op het wereldkampioenschap in Montréal bleken de Italiaansen net te snel, het Nederlandse shorttrackteam werd vijfde. Van Kerkhof reikte op de individuele afstanden naar de 12e plaats in het eindklassement.
Ten gevolge van een rugblessure moest Van Kerkhof de eerste vier worldcups van seizoen 2014-2015 missen. De Europese kampioenschappen in Dordrecht kwamen nog te vroeg voor een topprestatie. Toch veroverde het vernieuwde team met Yara van Kerkhof, Lara van Ruijven, Rianne de Vries en Suzanne Schulting achter Rusland de zilveren medaille op de relay. Hongarije en Italië werden in de finale verslagen. In het individuele eindklassement werd Van Kerkhof 12e. 
Seizoen 2015-2016 begon met een sleutelbeenbreuk in september 2015. In de Worldcups in Montréal en Toronto wist Van Kerkhof op de individuele afstanden een A-finale (1500m) en B-finales te bereiken. Met het team werd na bijna drie jaar weer een Worldcupmedaille gewonnen. Achter Korea en Canada werd in Shanghai de bronzen medaille veroverd. Op de Europese kampioenschappen in Sotsji (Rusland) werd door het Nederlandse relayteam (Jorien ter Mors, Yara van Kerkhof, Lara van Ruijven, Suzanne Schulting en Rianne de Vries) de Europese titel heroverd. Met grote overmacht werden in een kampioenschapsrecord van 4.12,556 Rusland, Italië en Hongarije overklast.
Op de eerste Worldcup van seizoen 2016-2017 in Calgary behaalde Van Kerkhof de bronzen medaille op de 500 meter. Dit was haar eerste Worldcupmedaille op een individueel nummer. Op de relay werd zelfs driemaal een Nederlands Record gereden. Dat leverde in de finale een tweede plaats op vlak achter de Koreanen. Die reden in deze race een Wereldrecord. Tijdens Worldcup 2 verbeterde Van Kerkhof drie Nederlandse records. Op de 500 meter en 1500 meter schreef zij Ter Mors uit de boeken. Op de relay werd de tweede tijd ooit gereden. In de finale van de relay werd voor de tweede keer op rij zilver veroverd. 
Op 13 februari 2018 haalde Van Kerkhof de zilveren medaille op de 500 meter op de Olympische Winterspelen in Pyeongchang. Een week later won ze met de achtervolgingsploeg de B finale van de 3000 meter in een nieuw olympisch en wereldrecord. Deze overwinning leverde uiteindelijk een bronzen medaille op omdat China en Canada in de A finale een penalty kregen en Nederland daardoor opschoof naar de derde plaats.
Hieraan vooraf ging een tuchtzaak toen zij in juni 2017 door de ISU werd beschuldigd van afwijkende bloedwaarden, veroorzaakt door een aangeboren hartafwijking en een afwijking in de doorbloeding van haar longen. Door de Disciplinaire Commissie werd zij op 24 januari vrijgesproken, maar Van Kerkhof verzweeg dit alles voor de buitenwereld. In seizoen 2015-2016 waren er twee afwijkende bloedwaardes gezien in haar biomedisch paspoort, metingen van december 2015 en maart 2016, waarmee zij op 15 mei 2018 naar buiten trad in Nieuwsuur. Het wereldantidopingagentschap (WADA) ging tegen de vrijspraak in hoger beroep, maar trok zich in oktober dat jaar terug.

### Privéleven
Yara en haar zus Sanne bezochten beide het Alfrink College, waar hun vader leraar aardrijkskunde was. Yara heeft vervolgens in 2015 de bachelor Bewegingstechnologie aan de Haagse Hogeschool afgerond, en daarna in 2020 de Master Human Movement Sciences van de Vrije Universiteit Amsterdam.
Op jonge leeftijd onderging ze een hartoperatie in het Sophia Kinderziekenhuis. Voor de operatie had ze een gaatje in de wand tussen de boezems van haar hart, waardoor ze veel moe was, niet goed groeide en veel ziek was. Ruim 25 jaar later werkte ze als stagiaire in hetzelfde ziekenhuis en deed onderzoek om het registreren van de hartslag bij kinderen aangenamer te maken.

## Persoonlijke records
| Afstand              | Tijd     | Datum            | Locatie                | Locatie                          | Overig |
| Afstand              | Tijd     | Datum            | Baan                   | Plaats                           | Overig |
| -------------------- | -------- | ---------------- | ---------------------- | -------------------------------- | ------ |
| 500 meter            | 42,530   | 9 april 2022     | Maurice Richard Arena  | Montréal, Canada                 |        |
| 1000 meter           | 1.28,101 | 10 november 2018 | Utah Olympic Oval      | Salt Lake City, Verenigde Staten |        |
| 1500 meter           | 2.18,181 | 12 november 2016 | Utah Olympic Oval      | Salt Lake City, Verenigde Staten |        |
| 3000 meter           | 5.09,536 | 6 januari 2014   | Jaap Edenbaan          | Amsterdam, Nederland             |        |
| 3000 meter aflossing | 4.02,809 | 23 oktober 2021  | Capital Indoor Stadium | Beijing, China                   | WR     |

## Resultaten

### Olympische Winterspelen & Wereld-, Europese en Nederlandse kampioenschappen
| Jaar | Evenement                    | Locatie                  | 500 meter             | 1000 meter            | 1500 meter            | 3000 meter / Mixed relay | Klassement            | 3000 meter aflossing  |
| ---- | ---------------------------- | ------------------------ | --------------------- | --------------------- | --------------------- | ------------------------ | --------------------- | --------------------- |
| 2008 | Wereldkampioenschappen       | Gangneung, Zuid-Korea    | Niet deelgenomen      | Niet deelgenomen      | Niet deelgenomen      | Niet deelgenomen         | Niet deelgenomen      | Niet deelgenomen      |
| 2008 | Europese kampioenschappen    | Ventspils, Letland       | Niet deelgenomen      | Niet deelgenomen      | Niet deelgenomen      | Niet deelgenomen         | Niet deelgenomen      | Niet deelgenomen      |
| 2008 | Nederlandse kampioenschappen | Amsterdam, Nederland     | 10e                   | 12e                   | 9e                    |                          | 10e                   | –                     |
| 2009 | Wereldkampioenschappen       | Wenen, Oostenrijk        | Niet deelgenomen      | Niet deelgenomen      | Niet deelgenomen      | Niet deelgenomen         | Niet deelgenomen      | Niet deelgenomen      |
| 2009 | Europese kampioenschappen    | Turijn, Italië           | Niet deelgenomen      | Niet deelgenomen      | Niet deelgenomen      | Niet deelgenomen         | Niet deelgenomen      | Niet deelgenomen      |
| 2009 | Nederlandse kampioenschappen | Zoetermeer, Nederland    | 4e                    | 14e                   | Brons                 | 5e                       | 4e                    | –                     |
| 2010 | Olympische Winterspelen      | Vancouver, Canada        | Niet deelgenomen      | Niet deelgenomen      | Niet deelgenomen      | Niet deelgenomen         | Niet deelgenomen      | Niet deelgenomen      |
| 2010 | Wereldkampioenschappen       | Sofia, Bulgarije         | Niet deelgenomen      | Niet deelgenomen      | Niet deelgenomen      | Niet deelgenomen         | Niet deelgenomen      | Niet deelgenomen      |
| 2010 | Europese kampioenschappen    | Dresden, Duitsland       | Niet deelgenomen      | Niet deelgenomen      | Niet deelgenomen      | Niet deelgenomen         | Niet deelgenomen      | Niet deelgenomen      |
| 2010 | Nederlandse kampioenschappen | Tilburg, Nederland       | Goud                  | Goud                  | Goud                  | Goud                     | Goud                  | –                     |
| 2011 | Wereldkampioenschappen       | Sheffield, Engeland      |                       |                       |                       |                          |                       | Zilver                |
| 2011 | Europese kampioenschappen    | Heerenveen, Nederland    |                       |                       |                       |                          |                       | Goud                  |
| 2011 | Nederlandse kampioenschappen | Groningen, Nederland     | Zilver                | Brons                 | Brons                 | Brons                    | Brons                 | –                     |
| 2012 | Wereldkampioenschappen       | Shanghai, China          |                       |                       |                       |                          |                       | 6e                    |
| 2012 | Europese kampioenschappen    | Mladá Boleslav, Tsjechië | 5e                    | 18e                   | 23e                   |                          | 19e                   | Goud                  |
| 2012 | Nederlandse kampioenschappen | Heerenveen, Nederland    | Zilver                | Zilver                | Zilver                | 6e                       | Zilver                | –                     |
| 2013 | Wereldkampioenschappen       | Debrecen, Hongarije      | PEN                   | 15e                   | PEN                   |                          | 36e                   | 6e                    |
| 2013 | Europese kampioenschappen    | Malmö, Zweden            | 13e                   | 19e                   | 16e                   |                          | 17e                   | Goud                  |
| 2013 | Nederlandse kampioenschappen | Amsterdam, Nederland     | Brons                 | Zilver                | Brons                 | Brons                    | Zilver                | –                     |
| 2014 | Olympische Winterspelen      | Sotsji, Rusland          | 11e                   | 18e                   | 15e                   | –                        | –                     | PEN                   |
| 2014 | Wereldkampioenschappen       | Montréal, Canada         | 14e                   | 11e                   | 15e                   |                          | 12e                   | 5e                    |
| 2014 | Europese kampioenschappen    | Dresden, Duitsland       | 5e                    | 7e                    | 6e                    |                          | 8e                    | Goud                  |
| 2014 | Nederlandse kampioenschappen | Amsterdam, Nederland     | Zilver                | Zilver                | Zilver                | Zilver                   | Zilver                | –                     |
| 2015 | Wereldkampioenschappen       | Moskou, Rusland          | 27e                   | 20e                   | PEN                   |                          | 30e                   |                       |
| 2015 | Europese kampioenschappen    | Dordrecht, Nederland     | 11e                   | 7e                    | 20e                   |                          | 12e                   | Zilver                |
| 2015 | Nederlandse kampioenschappen | Amsterdam, Nederland     | Brons                 | 4e                    | 4e                    | 4e                       | 4e                    | –                     |
| 2016 | Wereldkampioenschappen       | Seoel, Zuid-Korea        | 10e                   | 7e                    | PEN                   |                          | 11e                   | 6e                    |
| 2016 | Europese kampioenschappen    | Sotsji, Rusland          |                       |                       |                       |                          |                       | Goud                  |
| 2016 | Nederlandse kampioenschappen | Amsterdam, Nederland     | Brons                 | Brons                 | Brons                 | 4e                       | 5e                    | –                     |
| 2017 | Wereldkampioenschappen       | Rotterdam, Nederland     | 12e                   | 29e                   | 25e                   |                          | 21e                   | 4e                    |
| 2017 | Europese kampioenschappen    | Turijn, Italië           | 9e                    | 4e                    | 10e                   |                          | 10e                   | Brons                 |
| 2017 | Nederlandse kampioenschappen | Amsterdam, Nederland     | Zilver                | Zilver                | Zilver                | Zilver                   | Zilver                | –                     |
| 2018 | Olympische Winterspelen      | Pyeongchang, Zuid-Korea  | Zilver                | 14e                   |                       | –                        | –                     | Brons                 |
| 2018 | Wereldkampioenschappen       | Montréal, Canada         | 9e                    | 8e                    | 8e                    |                          | 12e                   | Zilver                |
| 2018 | Europese kampioenschappen    | Dresden, Duitsland       | 6e                    | PEN                   | Zilver                | 7e                       | 5e                    | 6e                    |
| 2018 | Nederlandse kampioenschappen | Heerenveen, Nederland    | Goud                  | Goud                  | 8e                    | Goud                     | Goud                  | –                     |
| 2019 | Wereldkampioenschappen       | Sofia, Bulgarije         |                       |                       |                       |                          |                       | 4e                    |
| 2019 | Europese kampioenschappen    | Dordrecht, Nederland     | 9e                    | 9e                    | 9e                    |                          | 16e                   | Goud                  |
| 2019 | Nederlandse kampioenschappen | Heerenveen, Nederland    | Zilver                | 4e                    | 5e                    | 4e                       | 4e                    | –                     |
| 2020 | Wereldkampioenschappen       | Seoel, Zuid-Korea        | Afgelast ivm Covid-19 | Afgelast ivm Covid-19 | Afgelast ivm Covid-19 | Afgelast ivm Covid-19    | Afgelast ivm Covid-19 | Afgelast ivm Covid-19 |
| 2020 | Europese kampioenschappen    | Debrecen, Hongarije      | 6e                    | 16e                   | 18e                   |                          | 12e                   | Goud                  |
| 2020 | Nederlandse kampioenschappen | Leeuwarden, Nederland    | Zilver                | 8e                    | 9e                    | 6e                       | 5e                    | –                     |
| 2021 | Wereldkampioenschappen       | Dordrecht, Nederland     |                       |                       |                       |                          |                       | Goud                  |
| 2021 | Europese kampioenschappen    | Gdansk, Polen            | Niet deelgenomen      | Niet deelgenomen      | Niet deelgenomen      | Niet deelgenomen         | Niet deelgenomen      | Niet deelgenomen      |
| 2021 | Nederlandse kampioenschappen | Heerenveen, Nederland    | 5e                    | 8e                    | 6e                    | /3e                      | 7e                    | –                     |
| 2022 | Olympische Winterspelen      | Beijing, China           |                       |                       |                       |                          |                       | Goud                  |
| 2022 | Wereldkampioenschappen       | Montréal, Canada         | Brons                 | 9e                    | 15e                   | 5e/                      | 6e                    | Brons                 |
| 2022 | Europese kampioenschappen    | Dresden, Duitsland       | Afgelast ivm COVID-19 | Afgelast ivm COVID-19 | Afgelast ivm COVID-19 | Afgelast ivm COVID-19    | Afgelast ivm COVID-19 | Afgelast ivm COVID-19 |
| 2022 | Nederlandse kampioenschappen | Leeuwarden, Nederland    | Brons                 | Brons                 | 7e                    |                          | 4e                    |                       |
| 2023 | Wereldkampioenschappen       | Seoul, Zuid-Korea        |                       |                       |                       |                          |                       | Goud                  |
| 2023 | Europese kampioenschappen    | Gdansk, Polen            | 8e                    |                       |                       |                          |                       | Goud                  |
| 2023 | Nederlandse kampioenschappen | Leeuwarden, Nederland    | Niet deelgenomen      | Niet deelgenomen      | Niet deelgenomen      | Niet deelgenomen         | Niet deelgenomen      | Niet deelgenomen      |
| 2024 | Wereldkampioenschappen       | Rotterdam, Nederland     |                       |                       | 38e                   |                          |                       | Goud                  |
| 2024 | Europese kampioenschappen    | Gdansk, Polen            | 6e                    |                       | 11e                   | /                        |                       | Goud                  |
| 2024 | Nederlandse kampioenschappen | Heerenveen, Nederland    | 4e                    | Zilver                | Zilver                | /                        |                       |                       |

### Wereldkampioenschappen shorttrack junioren
| Jaar | Evenement                       | Locatie            | 500 meter | 1000 meter | 1500 meter | 1500 meter (superfinale) | Klassement | 2000 meter aflossing |
| ---- | ------------------------------- | ------------------ | --------- | ---------- | ---------- | ------------------------ | ---------- | -------------------- |
| 2008 | Wereldkampioenschappen junioren | Bozen, Italië      | 31e       | 38e        | 30e        |                          | 35e        | 10e                  |
| 2009 | Wereldkampioenschappen junioren | Sherbrooke, Canada | 33e       | 32e        | 36e        |                          | 34e        |                      |

### Wereldbekermedailles
500 meter
 Almaty, Kazachstan: 2022/2023
 Calgary, Canada: 2018/2019
 Salt Lake City, Verenigde Staten: 2019/2020
 Shanghai, China: 2019/2020
 Dordrecht, Nederland: 2019/2020
 Calgary, Canada: 2016/2017
 Minsk, Wit-Rusland: 2016/2017
 Almaty, Kazachstan: 2022/2023
klassement
 Eindklassement 500 meter: 2019/2020
1000 meter
 Seoel, Zuid-Korea: 2017/2018
3000 meter aflossing
 Dresden, Duitsland: 2012/2013
 Dresden, Duitsland: 2016/2017
 Seoel, Zuid-Korea: 2017/2018
 Almaty, Kazachstan: 2018/2019
 Turijn, Italië: 2018/2019
 Dresden, Duitsland: 2019/2020
 Dordrecht, Nederland: 2019/2020
 Nagoya, Japan: 2021/2022
 Debrecen, Hongarije: 2021/2022
 Dordrecht, Nederland: 2021/2022
 Montréal, Canada: 2022/2023
 Dresden, Duitsland: 2022/2023
 Montréal, Canada: 2023/2024
 Beijing, China: 2023/2024
 Seoel, Zuid-Korea: 2023/2024
 Dresden, Duitsland: 2023/2024
 Gdańsk, Polen: 2023/2024
 Calgary, Canada: 2016/2017
 Salt Lake City, Verenigde Staten: 2016/2017
 Gangneung, Zuid-Korea: 2016/2017
 Dresden, Duitsland: 2018/2019
 Shanghai, China: 2019/2020
 Beijing, China: 2021/2022
 Almaty, Kazachstan: 2022/2023
 Changchun, China: 2010/2011
 Moskou, Rusland: 2011/2012
 Shanghai, China: 2015/2016
 Shanghai, China: 2016/2017
 Montréal, Canada: 2023/2024

klassement

 Eindklassement 3000 meter aflossing: 2019/2020
 Eindklassement 3000 meter aflossing: 2021/2022
 Eindklassement 3000 meter aflossing: 2023/2024
 Eindklassement 3000 meter aflossing: 2016/2017
 Eindklassement 3000 meter aflossing: 2018/2019
 Eindklassement 3000 meter aflossing: 2022/2023